# ربک
ربک rebec (گاهی اوقات rebecha، rebeckha ، و املای دیگر، تلفظ می شود ‎/ˈriːbɛk/‎ یا ‎/ˈrɛbɛk/‎ ) یک ساز زهی آرشه ای از دوران قرون وسطی و اوایل رنسانس است. در رایج ترین شکل آن، بدنه ای باریک به شکل قایق و یک تا پنج رشته دارد.

## ریشه ها
از قرن 13 تا 16 محبوبیت داشت، ورود ربک به اروپای غربی مصادف با فتح شبه جزیره ایبری توسط اعراب بود. با این حال، شواهدی دال بر وجود سازهای آرشه ای در قرن نهم در اروپای شرقی وجود دارد. جغرافی دان ایرانی قرن نهم ابن خردادبهه از لیره کمان دار بیزانسی (یا لورا ) به عنوان ساز کمانی معمولی بیزانسی ها و معادل رباب گلابی شکل عرب یاد کرد.     رباب و ربابه به ترتیب سازهایی مضرابی و آرشه ای هستند که اولی در منطقه سیستان و بلوچستان ایران و دومی در جنوب غربی ایران در میان اعراب منطقه تا امروز مورد استفاده قرار می‌گیرد.
ربک به عنوان یک ساز مهم در موسیقی کلاسیک عرب پذیرفته شد و در مراکش در سنت موسیقی عربی-اندلسی که توسط نوادگان مسلمانانی که اسپانیا را به عنوان پناهنده پس از Reconquista زنده نگه داشته بودند، استفاده می شد. ربک همچنین به یک ساز مورد علاقه در چایخانه های امپراتوری عثمانی تبدیل شد و امروزه نیز یکی از شناخته شده ترین سازها در کشور ترکیه است.
ربک برای اولین بار در اوایل قرن چهاردهم با این نام شناخته شد، اگرچه ساز مشابهی که معمولاً لیرا دا براکیو (لیرایی که روی بازو نواخته می‌شود) نامیده می شد، از حدود قرن نهم نواخته می شد.  این نام از قرن پانزدهم ربک (rebec) فرانسوی میانه گرفته شده است که به شکل نامشخصی از قرن سیزدهم فرانسوی قدیمی ربابه (ribabe) تغییر یافته است که به نوبه خود از رباب (rebab) آمده است.  در یک رساله موراویایی قرن سیزدهم در مورد موسیقی، شکل اولیه ربک نیز به عنوان روببا شناخته می شود.  منابع قدیمیِ قرون وسطایی به این ساز با نام‌های متعدد دیگری از جمله کیت و اصطلاح عمومی فیدل اشاره می‌کنند. 
ویژگی متمایز ربک این است که کاسه (یا بدنه) ساز از یک تکه چوب جامد تراشیده شده است. این امر آن را از دوره های بعدی ویل ها و گاماهای شناخته شده در رنسانس متمایز می کند.

## تنظیم
تعداد رشته های روی ربک از 1 تا 5 متغیر است، اگرچه سه عدد رایج ترین عدد است. اشکال اولیه این ساز معمولاً دارای 2 بودند. سیم ها اغلب به صورت یک پنجم کوک می شوند، اگرچه این کوک جهانی نیست. بسیاری از تصویرهای ربیک پل آن را صاف نشان می دهد، که به این معنی است که چندین سیم به طور همزمان خم شده اند. این نشان می‌دهد که سیم‌ها احتمالاً در پنج و چهارم شبیه کمانچه و ماندورا کوک می‌شوند. 

## در حال استفاده
ربک اغلب توسط نوازندگان و نوازندگان حرفه ای در جشن ها نواخته می شد. در شمال اروپا، نوازندگان معمولاً آن را روی شانه نگه می‌داشتند، در حالی که نوازندگان در جنوب اروپا و شمال آفریقا آن را در دامان پایین نگه داشتند و آرشه را از پایین می‌گرفتند. 
استفاده از فرت در ربک تا حدودی مبهم است.  
با گذشت زمان، ویول جایگزین ربک شد و این ساز بعد از دوره رنسانس کمتر مورد استفاده قرار گرفت. این ساز تا قرن هجدهم توسط استادان رقص استفاده می شد، اما اغلب برای همان کیت ، یک ویولون جیبی کوچک استفاده می شد. ربک همچنین در موسیقی محلی به ویژه در اروپای شرقی و اسپانیا مورد استفاده قرار گرفت. نوبه اندلسی ، یک ژانر موسیقی از شمال آفریقا ، اغلب شامل ربک است. Chilote Waltz (نوعی از والس سنتی که در جزیره Chiloe ، شیلی نواخته می شود) نیز از ربک استفاده می کند. 
1. ↑  Margaret J. Kartomi, 1990
2. ↑  Farmer, Henry George (1988), Historical facts for the Arabian Musical Influence, Ayer Publishing, p. 137, ISBN 0-405-08496-X
3. ↑  For a possible etymological link between Arabic rebab and French rebec see American Heritage Dictionary
4. ↑  Panum, Hortense (1939), The stringed instruments of the Middle Ages, their evolution and development, London: William Reeves, p. 434
5. ↑  Harper, Douglas. "rebec (n.)". Online Etymology Dictionary. Retrieved 5 October 2015.
6. ↑  Stainer, J.F.R. (1900). "Rebec and Viol". The Musical Times and Singing Class Circular. 41 (691): 596–597.
7. ↑  Remnant, Mary (1968). "Rebec, Fiddle, and Crowd in England". Proceedings of the Royal Musical Association. 95: 15–28. doi:10.1093/jrma/95.1.15.
8. ↑  Remnant, Mary (1968). "The Use of Frets on Rebecs and Mediaeval Fiddles". The Galpin Society Journal. 95: 15–28.
9. ↑  Millacura, Matías (2019-01-24). "Rabel Chilote" (به انگلیسی). {{cite journal}}: Cite journal requires |journal= (help)

## لینک های خارجی
- تعریف "rebec" در Dictionary.com ("کلمه روز" در 30 آوریل 2022)
- The Rebec – تاریخچه کوتاه ربک و نمونه صدا.
- پایگاه داده Musiconis نماد نگاری موسیقی قرون وسطی: Rebec.
- تولد دوباره کمانچه رابکا برزیل
- صفحه ربک – ریشه ها، مورفولوژی، ساخت و ساز و نمونه صدا.
- عکس تنور ربک
- ربک (مرجع)